# Epodi
Gli Epòdi sono una raccolta di diciassette poesie composta dal poeta latino Orazio. Furono scritti dopo il 42-41 a.C. e pubblicati intorno al 30. Sono perciò compresi cronologicamente fra battaglia di Filippi e la definitiva affermazione di Augusto con la battaglia di Azio.

## Il titolo
Il libro degli Epòdi, dedicato a Mecenate, doveva probabilmente intitolarsi Iambi (giambi), un termine che, oltre al significato metrico, denotava un genere caratterizzato da toni aspri, realistici e a volte violentemente polemici che ha origine dai poeti greci Archiloco e Ipponatte. Mentre la ricerca formale, il cosiddetto "labor limae" che caratterizzano gli Epodi, è da ricondurre al poeta classico greco Callimaco.
Il nome Epòdi fu attribuito dai grammatici antichi a causa dell'uso di una categoria peculiare di strofe, basate su coppie di versi dove il primo è più lungo del secondo, l'epodo appunto.

## Stile
Considerati dallo stesso Orazio come "composizioni giovanili", gli Epòdi sono inoltre strettamente collegati alla dura situazione economica che il poeta dovette sopportare dopo la sconfitta di Filippi; a questa condizione di vita si lega il linguaggio aspro e i toni duri e polemici, tipici dell'opera.
Gli epodi sono diciassette componimenti, definiti come composizioni giovanili. Orazio allude ad Archìloco e Ipponatte come ai propri modelli. Aspetto essenziale è il metro. Orazio fu il primo a Roma a impiegare l'epodo, un sistema metrico in cui a un primo verso più lungo se ne aggiunge uno più breve.

## Contenuto
I contenuti sono vari: si ha una poesia d'apertura in forma di "propemptikòn" (carme di accompagnamento), dove Orazio dichiara di voler sposare la causa augustea e di voler quindi seguire Ottaviano; poi si alternano poesie erotiche, politiche, "scherzi" autobiografici. Alla varietà dei temi corrisponde la varietà dei toni (secondo l'esempio del poeta ellenistico Callimaco).
Gli epòdi più antichi presentano una visione assai cupa di Roma dilaniata dalle guerre civili, mentre l'epodo IX celebra la vittoria di Ottaviano come promessa di pace e salvezza. Nella raccolta si possono distinguere alcuni filoni, come per esempio: magia, poesia civile, invettiva, amore e un elogio della campagna. Il filone dell'invettiva si esprime negli epodi 4, 6 e 10. Soltanto il decimo è diretto contro una persona, Mevio, cui viene augurato di morire in un naufragio; in realtà, si pensa che Orazio, utilizzi l'identità fittizia del poetastro Mevio per attaccare diversi tipi umani (in questo caso i poeti di basso livello) e non persone ben precise. Ai modi dell'invettiva si possono ricondurre anche gli epodi 8 e 12, rivolti contro una vecchia, e sollecita da lui prestazioni sessuali. In questo caso rivela una tendenza espressionistica. L'espressionismo infatti è uno dei tanti aspetti più rivelanti degli epodi (designa una rappresentazione o uno stile che tende a una deformazione dei dati del reale per aumentarne l'impatto emotivo). Il filone della magia: è un atteggiamento affine che caratterizza i componimenti dedicati alla magia (epodi 5 e 17); il tema viene trattato con un accentuato realismo, orientato verso l'eccessivo, l'orrendo e il repellente.